# Triptykon

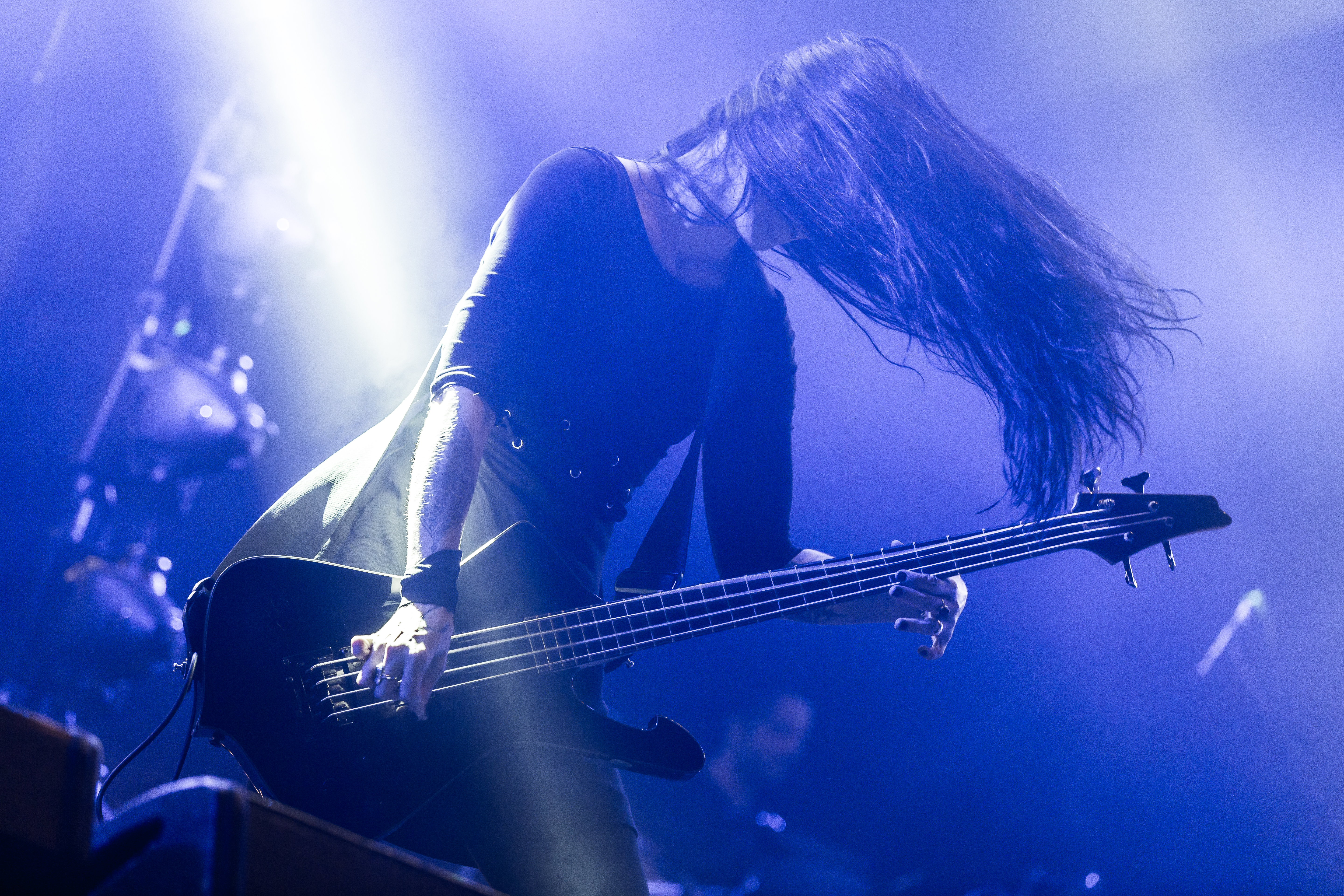
Vanja Slajh beim Party.San 2017

Triptykon ist eine Black-Metal-/Death-Doom-Band rund um den Gitarristen und Sänger Thomas Gabriel Fischer. Die Gruppe gilt als Nachfolger der 2008 aufgelösten Band Celtic Frost.

## Bandgeschichte
Im Frühjahr 2008 startete Thomas Gabriel Fischer, zunächst als Nebenprojekt neben seiner damaligen Band Celtic Frost gedacht, gemeinsam mit der Bassistin Vanja Slajh das damals noch namenlose Projekt. Es folgten erste Gespräche mit verschiedenen Death-, Doom- und Black-Metal-Gitarristen, sich als Musiker anzuschließen. Als sich im April 2008 Celtic Frost auflöste, bekam das Projekt einen neuen Wert und Fischer gab ihm den Namen Triptykon, als Hommage an die mehrteiligen Triptychen. 
Es stieß Dark-Fortress-Gitarrist V. Santura zur Band hinzu, der zuvor bei Celtic Frost als Live-Gitarrist mit Fischer zusammengespielt hatte. Als während der Probe-Sessions Ende 2008 auch  Ex-Celtic-Frost-Drummer Reed St. Mark zur Band hinzukam, war die Besetzung komplett; jedoch stellte diese Konstellation Fischer und Slajh nicht zufrieden, so dass St. Mark durch Schlagzeuger Norman Lonhard (ex-Fear My Thoughts) ersetzt wurde.
Nachdem es gelungen war, die gesamte Infrastruktur samt Management und Booking-Agentur von der ehemaligen Band Celtic Frost zu übernehmen, begann die Band im August 2009 mit den Aufnahmen zum Debütalbum Eparistera Daimones (‚Zu meiner Linken, die Dämonen‘). Es wurde am 22. März 2010 über Century Media veröffentlicht und enthielt viele Stücke, die einst für das Nachfolger-Album von Celtic Frosts Monotheist bestimmt waren. Es folgten mehrere Live-Konzerte, wie zum Beispiel beim Roadburn Festival im April 2010, bei dem Triptykon als Headliner spielten. Im Oktober 2010 veröffentlichte die Band die EP Shatter, auf der sich neben drei bislang unveröffentlichten Songs auch zwei Live-Aufnahmen während des Roadburn Festivals befanden. 2011 trat die Band auf dem Wacken-Open-Air-Festival auf.
Das Album Melana Chasmata wurde am 11. April 2014 veröffentlicht. Am 6. August 2016 trat die Band erneut in Wacken auf. 2020 erschien das Album Requiem (Live at Roadburn 2019), das gemeinsam mit dem niederländischen Metropole Orkest und der tunesischen Sängerin Safa Heraghi eingespielt wurde.

## Bandname
Die Idee zum Bandnamen hatte mehrere Gründe. Er sollte einerseits eine Hommage an religion-thematisierende Triptychen während des Mittelalters sein. Anlass dazu war Hieronymus Boschs Der Garten der Lüste, welches auch auf dem Cover von Celtic Frosts Into the Pandemonium zu sehen war und Hans Memlings Triptychon Das Jüngste Gericht. Ein weiterer Grund für die Wahl des Bandnamens war, dass diese meist dreiteiligen Bilder, laut Fischer, auf ihn einen besonderen Einfluss an Kreativität haben. Zudem sollte mit Triptykon der letzte Teil seiner Musikkarriere beginnen.

## Stil
Die Texte der Band behandeln Themen wie Okkultismus, religiösen Fanatismus, die menschliche Desintegration und Nihilismus. Der musikalische Stil der Band lässt sich oftmals mit dem von Celtic Frost vergleichen.
Triptykon spielen Iceman-Gitarren von Ibanez.

## Diskografie

### Alben
| Jahr | Titel Musiklabel                              | Höchstplatzierung, Gesamtwochen, AuszeichnungChartplatzierungen (Jahr, Titel, Musiklabel, Platzierungen, Wochen, Auszeichnungen, Anmerkungen) | Höchstplatzierung, Gesamtwochen, AuszeichnungChartplatzierungen (Jahr, Titel, Musiklabel, Platzierungen, Wochen, Auszeichnungen, Anmerkungen) | Höchstplatzierung, Gesamtwochen, AuszeichnungChartplatzierungen (Jahr, Titel, Musiklabel, Platzierungen, Wochen, Auszeichnungen, Anmerkungen) | Anmerkungen                                                      |
| Jahr | Titel Musiklabel                              | DE | CH | US | Anmerkungen                                                      |
| ---- | --------------------------------------------- | --- | --- | --- | ---------------------------------------------------------------- |
| 2010 | Eparistera Daimones Century Media             | DE81 (1 Wo.)DE | CH73 (1 Wo.)CH | — | Erstveröffentlichung: 22. März 2010                              |
| 2014 | Melana Chasmata Century Media                 | DE52 (3 Wo.)DE | CH32 (3 Wo.)CH | US171 (1 Wo.)US | Erstveröffentlichung: 11. April 2014                             |
| 2020 | Requiem (Live at Roadburn 2019) Century Media | DE10 (1 Wo.)DE | CH6 (5 Wo.)CH | — | Erstveröffentlichung: 15. Mai 2020 # 4 der deutschen Vinylcharts |

### EPs
- 2010: Shatter